# Varanus salvator
El varano acuático (Varanus salvator) es una especie de reptil escamoso de la familia Varanidae.

## Descripción
Es, tras el dragón de Komodo, el segundo mayor miembro de la familia Varanidae, llegando a medir 3 m de longitud total, aunque normalmente alcanza 2,5 m y pesa aproximadamente 60 kg, el récord mundial esta en 3,20 m y pesa 90 kg.

## Distribución y hábitat
Está ampliamente distribuido en el Sureste Asiático, encontrándose en Bangladés, Camboya, sur de China, islas Andamán y Nicobar (India), Indonesia, Laos, Malasia, Birmania, Singapur, Sri Lanka, Tailandia, Filipinas y Vietnam. Es un reptil semiacuático que habita en una gran variedad de hábitats, principalmente en manglares, pantanos y humedales en altitudes inferiores a los 1000 m, pero también en zonas de cultivo de arroz o palma, e incluso en ciudades con sistemas de canales.

## Comportamiento

### Alimentación
Es un animal carnívoro que se alimenta de una gran variedad de presas, tales como insectos, cangrejos, arácnidos, roedores, pequeños gallos e incluyendo a otras especies de reptiles.

### Reproducción
Los machos alcanzan la madurez sexual con un tamaño inferior al de las hembras. La época de cría tiene lugar durante todo el año, aunque con menor intensidad en los meses más secos, siendo el tamaño de cada nidada de entre 6 y 17 huevos.

## Subespecies
Se reconocen las siguientes subespecies:
- Varanus salvator salvator (Laurenti 1768) – Sri Lanka, Vietnam, Laos, Tailandia, Camboya, Birmania, Bangladés, India, Sumatra, Borneo
- Varanus salvator andamanensis (Dereniyagala 1944) – islas Andamán
- Varanus salvator bivittatus (Kuhl 1820) – Bali, Flores, Java, Lombok, Ombai, Sumbawa y Wetar
- Varanus salvator cumingi (Martin 1838) – Basilán, Bohol, Cebú, Leyte, Mindanao y Samar
- Varanus salvator komaini (Nuthpand 1987) – Tailandia
- Varanus salvator marmoratus (Wiegmann 1834) – Islas Calamianes, Luzón, Mindoro, Palawan y archipiélago de Joló.
- Varanus salvator nuchalis (Günther 1872) – Cebú, Guimarás, Masbate, Negros, Panay y Ticao
- Varanus salvator togianus (Peters 1872) – Togian